# UV 마커

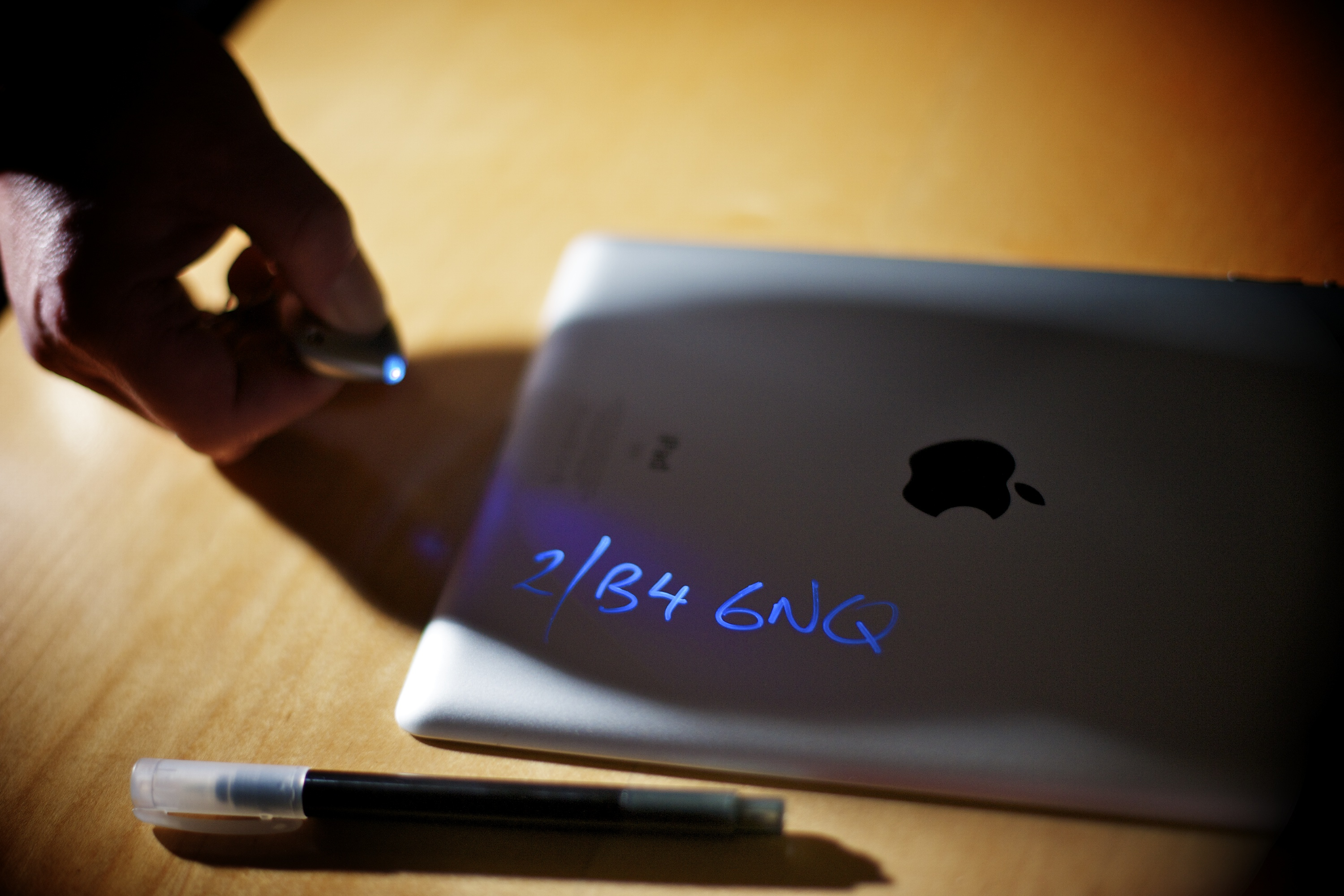
UV led 램프를 이용하여 비춘 UV 마커로 쓴 글씨

UV 마커(ultraviolet marker)는 형광이지만 투명하게 표시하도록 만들어진 펜이다. UV 마커로 쓴 글씨는 자외선으로만 볼 수 있다. 주로 보안 상황에서 소지품을 식별하거나 허가받지 않은 지폐의 복제를 방지하기 위해 사용된다. UV 마커는 문구점에서 구입할 수 있어, 도난 시 높은 가치를 지닌 물품을 안전하게 표시 가능하다.

## 같이 보기
- 펜의 종류, 상표, 제조사 목록